# 永安市
永安市（えいあん-し）は中華人民共和国福建省に位置する省直轄の県級市であり、しばらくの間、三明市の代理管轄下に置かれている。
閩江の支流に面する。福建省西部における物資集散の中心地。

## 行政区画
下部に4街道、8鎮、2郷、1民族郷を管轄する。
- 街道
  - 燕東街道、燕西街道、燕南街道、燕北街道
- 鎮
  - 西洋鎮、貢川鎮、安砂鎮、小陶鎮、大湖鎮、曹遠鎮、洪田鎮、槐南鎮
- 郷
  - 上坪郷、羅坊郷
- 民族郷
  - 青水シェ族郷

## 交通

### 鉄道
- 中国国家鉄路集団
  - 南竜線（中国語版）、興泉線（中国語版）
    - 永安南駅

### 道路
- 高速道路
  - 長深高速道路
  - 泉南高速道路
  - S7211 永漳高速道路
- 道路
  - G205国道

## 出身者
- 鄒韜奮 - 教育者・ジャーナリスト
- 張静初 - 女優